# كارل ريختر
كارل ريختر (بالألمانية: Karl Richter )‏ (و. 1926 – 1981 م) هو عازف أرغن، وموزع (موسيقى)، وقائد جوقة، وأستاذ جامعي، وملحن، والأرغن ذو الأنابيب، ومعلم موسيقى، وعازف هاربسكورد ألماني، ولد في بلاوين، توفي في ميونخ، عن عمر يناهز 55 عاماً، بسبب شلل القلب.

## التعليم
تعلم في مدرسة الصليب ‏.

## جوائز
حصل على جوائز منها:
- الجائزة الوطنية لجمهورية ألمانيا الديمقراطية.

## وصلات خارجية
- كارل ريختر على موقع IMDb (الإنجليزية)
- كارل ريختر على موقع مونزينجر (الألمانية)
- كارل ريختر على موقع ميوزك برينز (الإنجليزية)
- كارل ريختر على موقع أول موفي (الإنجليزية)
- كارل ريختر على موقع قاعدة بيانات الأفلام السويدية (السويدية)
- كارل ريختر على موقع أول ميوزيك (الإنجليزية)
- كارل ريختر على موقع ديسكوغز (الإنجليزية)